# Джамилова, Гульчехра Манноновна
Гульчехра Манноновна Джамилова (род. 2 июля 1946 года) — актриса, народная артистка Узбекистана (1992).

## Биография
Родилась 2 июля 1946 года в Ташкенте (ныне в Узбекистане). В 1964 году она окончила Ташкентское хореографическое училище. Позже в 1968 году окончила актёрский факультет Ташкентского театрально-художественного института им. А. Н. Островского. Была солисткой балета Государственного ансамбля народного танца «Бахор». Начиная с 1966 по 1987 год являлась актрисой узбекского академического театра драмы им. Хамзы. С 1987 по 1991 год вела активную деятельность в Узбекском Государственном театре драмы. В 1991 году вернулась в узбекский академический театр драмы им. Хамзы. Свою деятельность в индустрии кино Гульчехра Джамилова начала в 1962 году.

## Творчество
Впервые сыграла в фильме «Шахсенем и Гариб» в роли подруги Шахсенем. В 1966 году сыграла Сильвию в театральной постановке «Двух веронцев». Она сыграла во многих постановках, таких как «Конлик сароб», «Олтин девор», «Зебуннисо», «Нодирабегим», «Бой ила хизматчи» и многие другие. В 1968 году снялась в фильме «Минувшие дни», снятый на основе одноимённого романа А. Кодирий.

### Фильмография
- 1965 — Прозрение — Гульчехра
- 1969 — Минувшие дни — Кумуш
- 1970 — Свет и тени — Гири
- 1971 — Порыв — Манзура
- 1976 — Четыре времени года — Назима
- 1984 — Легенда о любви — Малкани
- 1988 — Волки — мать Рустема
- 1988 — Все мы немножко лошади…
- 1992 — Останься
- 1993 — Счастье моё, ты оплачено кровью
- 2000 — Паримомо
- 2000 — Шайтанат — царство бесов — Манзура, жена Асадбека
- 2005 — Тайна красоты
- 2014 — Геолог: Сильнее смерти

## Звания и награды
- Заслуженная артистка Узбекской ССР
- Народная артистка Узбекистана (1992)
- Орден «Знак Почёта»
- Орден «Фидокорона хизматлари учун» (2020)[4]